# 兵庫県道726号播磨新宮インター線
兵庫県道726号播磨新宮インター線（ひょうごけんどう726ごう はりましんぐうインターせん）は、兵庫県たつの市を通る一般県道である。

## 概要
たつの市新宮町光都3丁目の兵庫県道44号相生宍粟線交点から播磨自動車道 播磨新宮ICの出入り口を結ぶ県道である。県道標識はない。

### 路線データ
- 起点：たつの市新宮町光都3丁目（兵庫県道44号相生宍粟線交点）
- 終点：たつの市新宮町光都3丁目（播磨自動車道 播磨新宮IC）
- 総延長：約437 m

## 地理

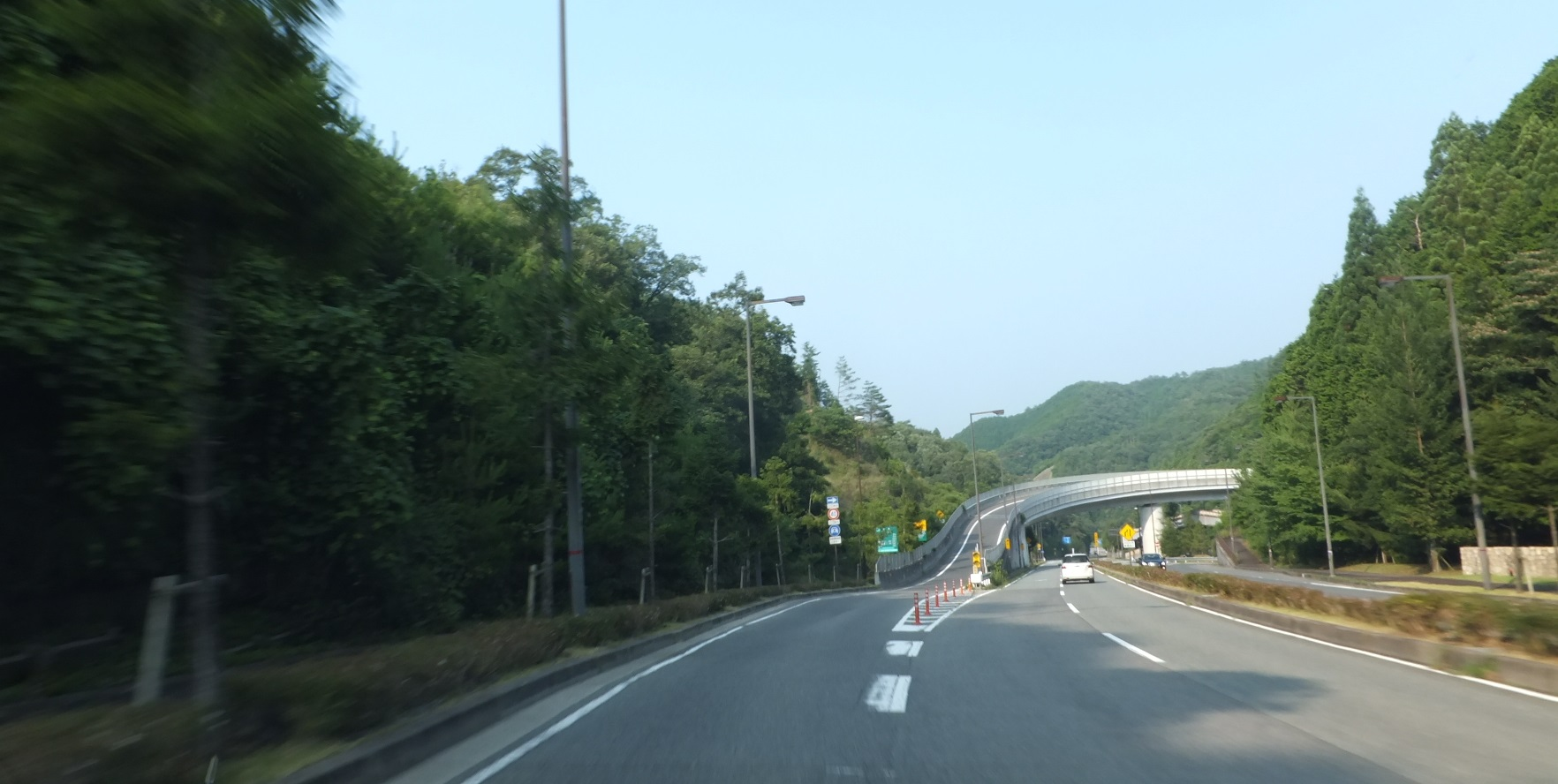
起点付近
たつの市新宮町光都3丁目で撮影

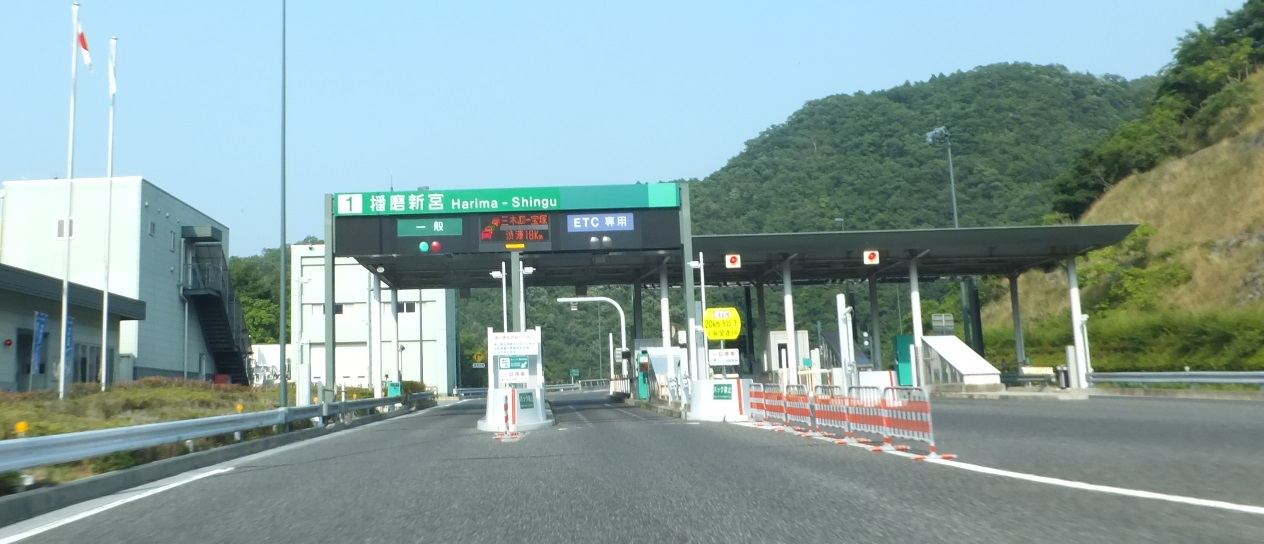
終点付近
播磨新宮ICで撮影

### 通過する自治体
- たつの市

### 交差する道路
| 交差する道路           | 交差する場所    | 交差する場所        |
| ---------------------- | --------------- | ------------------- |
| 兵庫県道44号相生宍粟線 | 新宮町光都3丁目 | 起点                |
| E29 播磨自動車道       | 新宮町光都3丁目 | 1 播磨新宮IC / 終点 |

### 沿線
- 兵庫県立大学 播磨理学キャンパス（起点付近）